# منطقة وصاية جريسيك
منطقة وصاية غريسيك (بالإنجليزية: Kabupaten Gresik)‏ هي منطقة وصاية تقع في جاوة الوسطى بإندونيسيا. عاصمتها هي مدينة غريسيك على بعد حوالى 25 كم شمال غرب سورابايا. يقدر عدد سكانها بـ 1,177,201 نسمة ومساحتها 1,137.05 كم2 .

## تاريخ
كان ميناء غريسيك-دجاراتان بمثابة مركز تجاري هام منذ القرن الحادي عشر، حيث كان يتاجر مع التجار من مناطق بعيدة مثل الصين والهند والجزيرة العربية.
ساعد بعض هؤلاء التجار على نشر الإسلام في المنطقة. في عام 1487، بدأ سونن قيري (محمد عين اليقين) في حكم جريسيك. حكم أحفاد سنن قيري المنطقة خلال القرنين التاليين.

## المناخ
يظهر الجدول التالي التغييرات المناخية على مدار السنة لمنطقة وصاية غريسيك:
| البيانات المناخية لـمنطقة وصاية غريسيك      | البيانات المناخية لـمنطقة وصاية غريسيك | البيانات المناخية لـمنطقة وصاية غريسيك | البيانات المناخية لـمنطقة وصاية غريسيك | البيانات المناخية لـمنطقة وصاية غريسيك | البيانات المناخية لـمنطقة وصاية غريسيك | البيانات المناخية لـمنطقة وصاية غريسيك | البيانات المناخية لـمنطقة وصاية غريسيك | البيانات المناخية لـمنطقة وصاية غريسيك | البيانات المناخية لـمنطقة وصاية غريسيك | البيانات المناخية لـمنطقة وصاية غريسيك | البيانات المناخية لـمنطقة وصاية غريسيك | البيانات المناخية لـمنطقة وصاية غريسيك | البيانات المناخية لـمنطقة وصاية غريسيك |
| الشهر                                       | يناير                                  | فبراير                                 | مارس                                   | أبريل                                  | مايو                                   | يونيو                                  | يوليو                                  | أغسطس                                  | سبتمبر                                 | أكتوبر                                 | نوفمبر                                 | ديسمبر                                 | المعدل السنوي                          |
| ------------------------------------------- | -------------------------------------- | -------------------------------------- | -------------------------------------- | -------------------------------------- | -------------------------------------- | -------------------------------------- | -------------------------------------- | -------------------------------------- | -------------------------------------- | -------------------------------------- | -------------------------------------- | -------------------------------------- | -------------------------------------- |
| متوسط درجة الحرارة الكبرى °م (°ف)           | 30.7 (87.3)                            | 30.8 (87.4)                            | 31 (88)                                | 31.6 (88.9)                            | 31.7 (89.1)                            | 31.5 (88.7)                            | 31.1 (88.0)                            | 31.8 (89.2)                            | 32.4 (90.3)                            | 33.2 (91.8)                            | 33.1 (91.6)                            | 31.4 (88.5)                            | 31.7 (89.1)                            |
| المتوسط اليومي °م (°ف)                      | 27.2 (81.0)                            | 27.2 (81.0)                            | 27.2 (81.0)                            | 27.6 (81.7)                            | 27.5 (81.5)                            | 27 (81)                                | 26.6 (79.9)                            | 26.9 (80.4)                            | 27.5 (81.5)                            | 28.6 (83.5)                            | 28.7 (83.7)                            | 27.6 (81.7)                            | 27.5 (81.5)                            |
| متوسط درجة الحرارة الصغرى °م (°ف)           | 23.8 (74.8)                            | 23.6 (74.5)                            | 23.5 (74.3)                            | 23.7 (74.7)                            | 23.4 (74.1)                            | 22.6 (72.7)                            | 22.1 (71.8)                            | 22.1 (71.8)                            | 22.7 (72.9)                            | 24.1 (75.4)                            | 24.3 (75.7)                            | 23.9 (75.0)                            | 23.3 (74.0)                            |
| الهطول مم (إنش)                             | 300 (11.8)                             | 267 (10.5)                             | 263 (10.4)                             | 169 (6.7)                              | 123 (4.8)                              | 63 (2.5)                               | 37 (1.5)                               | 18 (0.7)                               | 23 (0.9)                               | 52 (2.0)                               | 129 (5.1)                              | 242 (9.5)                              | 1٬686 (66.4)                           |
| متوسط الرطوبة النسبية (%)                   | 82.3                                   | 82.8                                   | 83.2                                   | 80.1                                   | 79                                     | 76                                     | 73.4                                   | 70.5                                   | 68.7                                   | 68.7                                   | 73                                     | 79.3                                   | 76.4                                   |
| المصدر #1: Climate-Data.org (temp & precip) |                                        |                                        |                                        |                                        |                                        |                                        |                                        |                                        |                                        |                                        |                                        |                                        |                                        |
| المصدر #2: Weatherbase (humidity)           |                                        |                                        |                                        |                                        |                                        |                                        |                                        |                                        |                                        |                                        |                                        |                                        |                                        |

## أعلام
- فقيه عثمان